# Achi (Nagano)
Pour les articles homonymes, voir Achi (homonymie).
Achi (阿智村, Achi-mura) est un village du district de Shimoina, dans la préfecture de Nagano au Japon.

## Géographie

### Démographie
Au 1er juin 2016, la population d'Achi s'élevait à 6 592 habitants répartis sur une superficie de 214,43 km2.

## Personnalité liée à la commune
La photographe et illustrateur Motoichi Kumagai est né en 1909 à Achi qui s'appelait alors Ōchi.